# Lammurn
Lammurn är en sjö i Köpings kommun i Västmanland och ingår i Norrströms huvudavrinningsområde.